# Fanfare for the Common Man/Brain Salad Surgery
Fanfare for the Common Man/Brain Salad Surgery è il nono singolo del gruppo progressive rock inglese Emerson, Lake & Palmer, pubblicato dalla Atlantic (catalogo K 10946) nel maggio 1977.

## I brani

### Fanfare for the Common Man
Fanfare for the Common Man, estratto dall'album Works Volume 1, è l'arrangiamento rock dell'omonimo brano composto da Aaron Copland nel 1942; addirittura la versione contenuta sul singolo, al contrario di quella dell'album, presenta una durata più ridotta.

### Brain Salad Surgery
Brain Salad Surgery, presente sul lato B del disco, è il brano già pubblicato 4 anni fa – subito dopo essere scartato, per ragioni di spazio, dall'omonimo album – come prima traccia dell'omonimo flexi-disc.

## Classifiche

### Settimanali
| Classifica (1977)             | Posizione massima |
| ----------------------------- | ----------------- |
| UK Singles (OCC)              | 2                 |
| Australia (Kent Music Report) | 5                 |

### Fine anno
| Classifica (1977)             | Posizione |
| ----------------------------- | --------- |
| Australia (Kent Music Report) | 33        |

## Tracce

### Lato A
1. Fanfare for the Common Man – 2:55 (musica: Aaron Copland – arr.: Emerson, Lake & Palmer; edizioni musicali Boosey & Hawkes)

### Lato B
1. Brain Salad Surgery (vocale) – 3:06 (testo: Peter Sinfield – musica: Greg Lake, Keith Emerson; edizioni musicali Manticore Music Ltd.)

## Formazione
- Keith Emerson – tastiere
- Greg Lake – basso, voce[5]
- Carl Palmer – batteria, timpani[1]